# Мармара-Эреглиси
Мармара-Эреглиси (Эрегли, тур. Marmara Ereğlisi) — город и район в провинции Текирдаг (Турция). Расположен у мыса Лиман (Адаарды) на северном берегу Мраморного моря, на расстоянии около 90 км к западу от Стамбула. Чтобы отличать от других имеющихся в Турции городов с названием «Эрегли» («Ираклия»), к названию этого города добавляют «Мармара» («Мраморноморский»).

## История
Около 600 года до н. э. выходцы с острова Самос основали здесь колонию. Город был известен древним грекам под названием Перинф (др.-греч. Πέρινθος). Перинф процветал, потому что был расположен на важном пути из Древней Греции в Понт Эвксинский (Чёрное море). Археологи обнаружили две гавани, театр диаметром 140 м на южном склоне акрополя и стадион на западном склоне акрополя длиной 240 м. В 341—340 гг. до н. э. город успешно противостоял Филиппу II Македонскому. В 46 году н. э. город стал столицей римской провинции Фракия. Император Веспасиан (69—79) отстроил город. В римский период город сохранил своё значение, потому что через него проходила Эгнатиева дорога и дороги в Наисс (ныне Ниш в Сербии) и в Сирмий (ныне Сремска-Митровица в Сербии. В 286 году император Диоклетиан дал городу название Ираклия Фракийская (Гераклея, Ηράκλεια τῆς Θράκης).
При императоре Домициане (81—96) местный правитель Помпиан казнил мученицу Севастиану, ученицу апостола Павла, схваченную в Маркианополе. При императоре Антонине Пие (138—161) в Перинфе пострадала мученица Гликерия Ираклийская из Траянополя.
Город являлся историческим центром Ираклийской митрополии Константинопольского патриархата.

## Уроженцы
- Хрисомаллидис, Хрисостом, более известен как Пападракос, то есть Поп-Дракос (греч. Χρυσόστομος Χρυσομαλλίδης, Παπαδράκος 1872 — ? )  известный греческий священник и революционер, борец за воссоединение  Македонии с Грецией.